# ويليام جاي إلي
ويليام جاي إلي (بالإنجليزية: William J. Ely)‏ هو ضابط أمريكي، ولد في 29 ديسمبر 1911 في Sycamore, Pennsylvania ‏ في الولايات المتحدة، وتوفي في 20 سبتمبر 2017 في دلراي بيتش في الولايات المتحدة.